# Plumiperla spinosa
Plumiperla spinosa är en bäcksländeart som först beskrevs av Surdick 1981.  Plumiperla spinosa ingår i släktet Plumiperla och familjen blekbäcksländor. Inga underarter finns listade i Catalogue of Life.